# Bahmaci
Bahmaci (în ucraineană Бахмач) este orașul raional de reședință al raionului Bahmaci din regiunea Cernigău, Ucraina. În afara localității principale, nu cuprinde și alte sate. În secolul al XIX-lea, Bahmaci făcea parte din volostul Bahmaci, uezdul Konotop.

## Demografie
Componența lingvistică a orașului Bahmaci
     Ucraineană (95,03%)
     Rusă (4,51%)
     Alte limbi (0,37%)
Conform recensământului din 2001, majoritatea populației orașului Bahmaci era vorbitoare de ucraineană (95,03%), existând în minoritate și vorbitori de rusă (4,51%).